# Mỹ Tho (tỉnh)
Mỹ Tho là một tỉnh cũ của Việt Nam Cộng hòa.

## Lịch sử

### Trước năm 1900

Bản đồ hạt Mỹ Tho năm 1885

Trước khi thực dân Pháp xâm chiếm Nam Kỳ vào năm 1858, vùng đất tỉnh Mỹ Tho cũ chiếm phần lớn đất đai tỉnh Định Tường vốn thuộc Nam Kỳ lục tỉnh vào thời nhà Nguyễn độc lập.
Năm 1869, sau 2 năm chiếm nốt 3 tỉnh miền Tây (gồm Vĩnh Long, An Giang và Hà Tiên), Pháp còn giữ 6 tỉnh nhưng chia cắt lại các phủ huyện lệ thuộc. Trong đó, tỉnh Định Tường đổi là tỉnh Mỹ Tho và coi 4 hạt (inspection): Mỹ Tho (huyện Kiến Hưng cũ), Chợ Gạo (huyện Kiến Hòa cũ), Bến Tre (phủ Hoằng Trị trực thuộc tỉnh Vĩnh Long cũ), Cai Lậy (huyện Kiến Đăng cũ). Còn hạt Cần Lố (huyện Kiến Phong cũ) thì lại chuyển sang cho tỉnh Vĩnh Long cai quản.
Lúc đầu địa bàn tỉnh Định Tường được chia làm 4 hạt Thanh tra, tạm gọi tên theo tên các phủ huyện cũ, sau mới đổi tên gọi theo địa điểm đóng trụ sở. Đó là:
- Hạt Thanh tra Kiến An hay Kiến Hưng, sau đổi là hạt Thanh tra Mỹ Tho.
- Hạt Thanh tra Kiến Hòa sau đổi là hạt Thanh tra Chợ Gạo.
- Hạt Thanh tra Kiến Đăng sau đổi là hạt Thanh tra Cai Lậy.
- Hạt Thanh tra Kiến Tường sau đổi là hạt Thanh tra Cần Lố.

Ngày 5 tháng 12 năm 1868, giải thể hạt Thanh tra Cai Lậy nhập vào hạt Thanh tra Mỹ Tho.
Ngày 23 tháng 12 năm 1868, giải thể hạt Thanh tra Chợ Gạo nhập vào hạt Thanh tra Mỹ Tho.
Ngày 20 tháng 10 năm 1869, hạt Thanh tra Cai Lậy được lập lại theo địa bàn cũ.
Ngày 8 tháng 9 năm 1870, dời trụ sở về Cái Bè, nên gọi là hạt Thanh tra Cái Bè.
Ngày 20 tháng 9 năm 1870, giải thể hạt Thanh tra Cần Lố, đưa hai tổng Phong Hòa và Phong Phú vào hạt Thanh tra Cái Bè, đồng thời đưa hai tổng Phong Nẫm và Phong Thạnh qua hạt Thanh tra Sa Đéc.
Ngày 5 tháng 6 năm 1871, giải thể hạt Thanh tra Cái Bè nhập vào địa bàn hạt Thanh tra Mỹ Tho. Như vậy 4 hạt Thanh tra trên lần lượt bị giải thể và hợp nhất lại thành Hạt Thanh tra Mỹ Tho.
Ngày 5 tháng 1 năm 1876, thực dân Pháp ban hành Nghị định về việc các hạt thanh tra được thay bằng các hạt Tham biện. Tỉnh Định Tường bị bãi bỏ, Mỹ Tho trở thành một hạt tham biện (arrondissement) thuộc khu vực (circonscription) Mỹ Tho do thực dân Pháp đặt ra. Khu vực Mỹ Tho khi đó bao gồm 4 hạt trực thuộc: hạt Mỹ Tho, hạt Gò Công, hạt Tân An và hạt Chợ Lớn. Hạt Mỹ Tho (thuộc huyện Kiến Hưng, huyện Kiến Đăng, huyện Kiến Hòa và huyện Kiến Phong cũ) có số dân là 162.235 người; chia ra 15 tổng, 200 làng, có 9 nhà trạm, 4 trường học, 18 chợ: Mỹ Tho, Cái Bè, Chợ Gạo, Cai Lậy, Cái Thia, Thuộc Nhiêu,...
Năm 1893, chia cù lao An Hoá theo chiều ngang và lấy kinh Giao Hòa làm ranh.
- Phía bắc là tổng Hòa Quới
- Phía nam là tổng Hòa Thinh.

### Giai đoạn 1900–1945
Ngày 20 tháng 12 năm 1899, Toàn quyền Đông Dương ban hành Nghị định về bảo đổi tất cả các hạt tham biện thành tỉnh thì từ ngày 1 tháng 1 năm 1900 hạt tham biện Mỹ Tho trở thành tỉnh Mỹ Tho. Tỉnh lỵ Mỹ Tho đặt tại làng Điều Hòa.
Ban đầu tỉnh Mỹ Tho có 3 trung tâm hành chính với 15 tổng, 201 làng trực thuộc và các chợ.
| Đơn vị hành chính tỉnh Mỹ Tho năm 1902 | Đơn vị hành chính tỉnh Mỹ Tho năm 1902 | Đơn vị hành chính tỉnh Mỹ Tho năm 1902 | Đơn vị hành chính tỉnh Mỹ Tho năm 1902                                                                       |
| STT                                    | Trung tâm Hành chánh                   | Tổng | Chợ |
| -------------------------------------- | -------------------------------------- | --- | --- |
| 1                                      | Châu Thành                             | Hưng Nhơn có 13 làng: Hưng Thạnh, Mỹ Điền, Phước Lộc, Phú Mỹ, Tân Hội Đông, Tân Hội Tây, Dương Hòa, Tân Thành, Tân Lý Đông, Tân Lập, Long Định, Định Hòa, Nhị Bình | |
| 1                                      | Châu Thành                             | Hưng Nhượng có 6 làng: Tân Hương, Tân Hương Tây, Tân Hiệp, Tân Lý Tây, Hòa Mỹ, Tịnh Giang | Trấn Định: Làng Tân Hiệp                                                                                     |
| 1                                      | Châu Thành                             | Thuận Bình có 15 làng: Mỹ Thuận Đông, Mỹ Thuận Tây, Vĩnh Kim Đông, Vĩnh Kim Tây, Hữu Đạo, Dưỡng Điềm, Điềm Hy, Bình Đông, Bình Hòa Đông, Bình Sơn, Phong Trưng, An Phước, An Thạnh, Long Hưng, Thạnh Phú                                                                                | - Chợ Giữa: Làng Vĩnh Kim Đông - Thuộc Nhiêu: Làng Dưỡng Điềm                                                |
| 1                                      | Châu Thành                             | Thuận Trị có 19 làng: Thân Nhơn, Cửu Viễn, Nghĩa Hữu, Nhơn Hòa, An Hội, Long Hội Tây, Long Hội, An Vĩnh, Bình Tạo, An Đức, Tân Thuận, Đạo Ngạn, Thạnh Trị, Trung Lương, An Đức Đông, Thới Sơn, Điều Hòa, Phú Đức, Phú Túc                                                               | - Bến Chùa: Làng Long Hội - Cái Ngan: Làng Trung Lương - Chợ Bưng: Làng Long Hội Tây - Mỹ Tho: Làng Điều Hòa |
| 2                                      | Chợ Gạo                                | Hòa Hảo có 15 làng: Hòa Thạnh, An Định, Hòa Bình, Hòa Ninh, Hòa An, Mỹ Thạnh, Bình Thủy, Bình Phan, Tân Hòa, Thuận Hòa, Bình Phục Đông, Bình Qươn, Bình Long, Bình Phục Tây, Bình Trị                                                                                                   | - Tham Thu: Làng Hòa Bình - Cầu Ngan: Làng Hòa Ninh - Chợ Gạo: Làng Bình Phan                                |
| 2                                      | Chợ Gạo                                | Hòa Quới có 24 làng: An Hóa, An Hồ, Châu Hưng, Giao Hòa, Giao Long, Long Phụng, Nguyệt Thạnh, Phú Ngãi, Phú Nhơn, Phú Thành, Phú Thạnh, Phú Thuận, Phú Vang, Phước Định, Phước Hậu, Phước Hòa, Phước Khánh, Phước Thiện, Phước Thới, Quới Sơn, Tân Hưng, Tân Thạch, Thới Lai, Vang Quới | |
| 2                                      | Chợ Gạo                                | Hòa Thinh có 11 làng: Lộc Thuận, Tân Định, Bình Đại, Phú Long, Bình Trung, Thanh Lộc, Lộc Tân, Phước Thuận, Thới Thuận, Thừa Đức, Thọ Phú | |
| 2                                      | Chợ Gạo                                | Thạnh Phong có 16 làng: Tân Xuân, Tân Tĩnh, Tân Tĩnh Đông, Bình Thạnh, Bình Hài, Long Hựu, Bình Hạnh, Điền Trang, Bình Đăng, Hưng Ngãi, Vĩnh Phước, Mỹ Phong, Phú Hội, Mỹ Chánh, Bình Phong, Phong Thuận                                                                                | - Gò Cát: Làng Bình Hài - Ông Văn: Làng Bình Đăng                                                            |
| 2                                      | Chợ Gạo                                | Thạnh Quơn có 13 làng: Lương Phú, Long Hòa, An Lạc, Thanh Xuân, Bình Dương, Phú Kiết, Mỹ Trung, Tịnh Hà, An Khương, Nhựt Tân, Bình Cách, Song Thạnh, Trung Hòa | - Thân Trọng: Làng Phú Kiết - Bến Tranh: Làng Lương Phú                                                      |
| 3                                      | Cai Lậy                                | Lợi Mỹ có 8 làng: Trà Tân, Tân Thới, Mỹ Khánh, Mỹ Đông, Mỹ Đông Trung, Mỹ Đông Thượng, Phú Long, Ngũ Hiệp | - Ba Dầu: Làng Mỹ Đông - Ba Dừa: Làng Mỹ Đông Trung                                                          |
| 3                                      | Cai Lậy                                | Lợi Thuận có 16 làng: Hội Sơn, Xuân Sơn, Tân Đức, Hiệp Hòa, Phú Sơn, An Mỹ, Lợi An, Lợi Thành, Giai Mỹ, Giai Phú, Bình Phú, Phú Hưng, Phú Nhuận, Phú Thuận Đông, Mỹ Thạnh, Mỹ Phú Đông                                                                                                  | - Tổng Ngọ: Làng Xuân Sơn - Ba Rài: Làng Hội Sơn                                                             |
| 3                                      | Cai Lậy                                | Lợi Trinh có 15 làng: Long Phước, Mỹ Hạnh Tây, Mỹ Hạnh Đông, Mỹ Hạnh Trung, Tân Phú, Tân An, Tân Long, Bình Chánh, Tân Hội, Mỹ Tường, Mỹ Trang, Thanh Sơn, Hòa Sơn, Cẩm Sơn, Hòa Thuận                                                                                                  | Cai Lậy: Làng Thanh Sơn                                                                                      |
| 3                                      | Cai Lậy                                | Lợi Trường có 12 làng: Bình Chánh, Bình Chánh Đông, Bình Chánh Trung, Phú Phong, Kim Sơn, Bàn Long, Long Điền, Mỹ Hậu, Mỹ Phú, Mỹ Quý, Mỹ Quý Đông, Mỹ Quý Tây | - Cả Công: Làng Bình Chánh Đông - Rạch Gầm: Làng Kim Sơn - Trà Luộc: Làng Mỹ Quý Tây                         |
| 3                                      | Cai Lậy                                | Phong Hòa có 11 làng: Mỹ Đức Đông, Mỹ Đức Tây, Mỹ Thiện, Hậu Mỹ, Mỹ Hội, An Cư, Hậu Thành, Hòa Khánh, An Bình Đông, Phú Hòa, An Hiệp | - Cái Bè: Làng An Bình Đông - Cái Nứa: Làng Hậu Thành - Cái Thia: Làng Mỹ Đức Đông                           |
| 3                                      | Cai Lậy                                | Phong Phú có 9 làng: An Thái Đông, An Thái Trung, Mỹ Lương, Hòa Lộc, Mỹ Hưng, Mỹ Thuận, An Hữu, Thanh Hưng, Mỹ Lợi | An Hữu: Làng An Hữu                                                                                          |

Năm 1904, thành lập quận Cai Lậy có 6 tổng: Lợi Trinh với 9 làng; Lợi Thuận với 8 làng; Lợi Mỹ có 8 làng; Lợi Trường có 12 làng; Phong Hòa có 8 làng và Phong Phú có 9 làng.
Ngày 12 tháng 3 năm 1912, tỉnh Mỹ Tho:
- Thành lập quận An Hóa có tổng Hòa Quới với 24 làng và tổng Hòa Thinh với 11 làng.
- Thành lập quận Bến Thanh trên cơ sở có 3 tổng: Thạnh Quơn với 13 làng; Hưng Nhơn với 12 làng và Hưng Nhượng với 6 làng.
- Thành lập quận Cái Bè trên cơ sở 3 tổng: Phong Hòa với 8 làng; Phong Phú với 9 làng và Lợi Thuận với 8 làng.
- Thành lập quận Châu Thành trên cơ sở 3 làng: Bàn Long, Phú Phong, Kim Sơn thuộc tổng Lợi Trường của quận Cai Lậy và 2 tổng: Thuận Bình với 15 làng; Thuận Trị với 16 làng.
- Thành lập quận Chợ Gạo trên cơ sở 2 tổng: Hòa Hảo với 7 làng và Thạnh Phong với 6 làng.

Ngày 9 tháng 2 năm 1913, thành lập quận Gò Công và khi giải thể tỉnh Gò Công và sáp nhập vào tỉnh Mỹ Tho. Quận Gò Công có 3 tổng: Hòa Đồng Thượng với 5 làng; Hòa Đồng Hạ với 16 làng; Hòa Lạc Thượng với 7 làng và Hòa Lạc Hạ với 10 làng.
Ngày 13 tháng 12 năm 1913, thành lập tổng Hòa Đồng Trung thuộc quận Gò Công trên cơ sở 7 làng: Bình Công, Long Chánh, Vĩnh Thạnh, Vĩnh Trị, Vĩnh Lợi, Yên Luông Đông và Yên Luông Tây của tổng Hòa Đồng Hạ.
Sau thời gian thực hiện chính sách trực trị không thành công, thực dân Pháp bắt buộc phải lập cấp quận làm trung gian giữa tỉnh và tổng, làng.
Ngày 9 tháng 2 năm 1913 đến ngày 9 tháng 2 năm 1924, tỉnh Mỹ Tho bao gồm cả tỉnh Gò Công nhập vào, thành quận Gò Công.
Năm 1915, tỉnh Mỹ Tho có hai trạm hành chính là Cai Lậy và Cái Bè, có các trung tâm thương mại là: Tân Hiệp, Chợ Gạo, Bình Đại.
Thực dân Pháp chủ trương tiết kiệm ngân sách nên từ năm 1905 đến năm 1933 đã có nhiều lần sáp nhập các đơn vị hành chánh cơ sở, do vậy, vào năm 1945, nếu so sánh với giai đoạn trước thì tổng số làng trong tỉnh Mỹ Tho đã giảm.
Ngày 9 tháng 3 năm 1924, thành lập tỉnh Gò Công trên cơ sở quận Gò Công thuộc tính Mỹ Tho và tỉnh Gò Công tôn tại cho đến năm 1956.
Tỉnh Gò Công có 5 tổng không có đơn vị hành chánh cấp quận: Hòa Đồng Thượng với 5 làng; Hòa Đồng Trung với 5 làng; Hòa Đồng Hạ với 9 làng; Hòa Lạc Thượng với 7 làng và Hòa Lạc Hạ với 10 làng.
Năm 1925, tổng Thuận Bình còn 13 làng, Thuận Trị còn 10 làng.
Năm 1926, quận Cai Lậy còn 3 tổng: Lợi Hòa, Lợi Thuận, Lợi Trinh với 25 làng.
Ngày 19 tháng 11 năm 1927, sáp nhập tổng Lợi Trường với 3 làng vào tổng Thuận Bình.
Ngày 1 tháng 1 năm 1928, tỉnh Mỹ Tho:
- Giải thể quận Bến Tranh.
  - Sáp nhập tổng Thạnh Quơn với 6 làng vào quận Chợ Gạo.
  - Sáp nhập tổng Hưng Nhơn với 7 làng vào quận Châu Thành.
  - Sáp nhập tổng Hưng Nhượng với 3 làng vào tổng Hưng Nhơn.
- Sáp nhập tổng Lợi Thuận thuộc quận Cái Bè vào quận Cai Lậy.

Năm 1934, do sáp nhập nhiều làng nên số làng trong hai tổng Lợi Trường và Lợi Mỹ còn quá ít, vì vậy phải nhập lại thành tổng Lợi Mỹ (8 làng), trong đó tổng Lợi Trường (cũ) chỉ còn 4 làng, Lợi Mỹ (cũ) còn 4 làng.
Năm 1936, tỉnh Mỹ Tho có:
- Quận Cái Bè có 2 tổng Phong Hòa và Phong Phú với 17 làng.
- Quận Châu Thành có 2 tổng với 23 làng.
- Quận Chợ Gạo có 3 tổng, 20 làng.

| Đơn vị hành chính tỉnh Mỹ Tho năm 1940 | Đơn vị hành chính tỉnh Mỹ Tho năm 1940 |
| Quận                                   | Tổng |
| -------------------------------------- | --- |
| Châu Thành                             | - Hưng Nhơn có 10 làng: Hưng Thạnh Mỹ (hợp nhất Hưng Thạnh, Mỹ Điền và Phước Lộc), Phú Mỹ, Tân Hội Đông, Tân Hòa Thành (hợp nhất Tân Hội Tây, Dương Hòa và Tân Thành), Tân Lý Đông (sáp nhập Tân Lập vào Tân Lý Đông), Long Định (sáp nhập Định Hòa vào Long Định), Nhị Bình, Tân Hương (sáp nhập Tân Hương Tây vào Tân Hương), Tân Hiệp, Tân Lý Tây - Thuận Trị có 8 làng: Thân Cửu Nghĩa (hợp nhất Thân Nhơn, Cửu Viễn và Nghĩa Hữu), Tam Hiệp (hợp nhất Nhơn Hòa, An Hội và Long Hội Tây), Long An (hợp nhất Long Hội và An Vĩnh), Bình Đức (hợp nhất Bình Tạo, An Đức và Tân Thuận), Đạo Thạnh (hợp nhất Đạo Ngạn và Thạnh Trị), Trung An (hợp nhất Trung Lương và An Đức Đông), Thới Sơn, Điều Hòa - Thuận Bình có 13 làng: Song Thuận (hợp nhất Mỹ Thuận Đông và Mỹ Thuận Tây), Vĩnh Kim (hợp nhất Vĩnh Kim Đông và Vĩnh Kim Tây), Hữu Đạo, Dưỡng Điềm, Điềm Hy, Đông Hòa (hợp nhất Bình Đông và Bình Hòa Đông), Bình Trưng (hợp nhất Bình Sơn và Phong Trưng), Phước Thạnh (hợp nhất An Phước và An Thạnh), Long Hưng, Thạnh Phú, Kim Sơn, Bàn Long, Phú Phong. |
| Cai Lậy                                | - Lợi Trinh có 9 làng: Mỹ Phước Tây (hợp nhất Long Phước và Mỹ Hạnh Tây), Mỹ Hạnh Đông, Mỹ Hạnh Trung, Tân Phú, Tân Bình (hợp nhất Tân An, Tân Long và Bình Chánh), Tân Hội, Nhị Mỹ (hợp nhất Mỹ Tường và Mỹ Trang), Thanh Hòa (hợp nhất Thanh Sơn và Hòa Sơn), Cẩm Sơn - Lợi Mỹ có 4 làng: Long Khánh (hợp nhất Hòa Thuận, Phú Long và Mỹ Khánh), Long Tiên (hợp nhất Mỹ Đông và Mỹ Đông Thượng), Long Trung (hợp nhất Trà Tân, Tân Thới và Mỹ Đông Trung), Ngũ Hiệp - Lợi Trường có 4 làng: Tam Bình (hợp nhất Bình Chánh, Bình Chánh Đông và Bình Chánh Trung), Mỹ Long (hợp nhất Mỹ Hậu và Long Điền), Phú Quý (hợp nhất Mỹ Phú và Mỹ Quý Tây), Nhị Quý (hợp nhất Mỹ Quý và Mỹ Quý Đông) - Lợi Thuận có 8 làng: Hội Sơn, Xuân Sơn, Hiệp Đức (hợp nhất Tân Đức và Hiệp Hòa), Phú An (hợp nhất Phú Sơn và An Mỹ), Mỹ Thành (hợp nhất 4 làng Lợi An, Lợi Thành, Giai Mỹ và Giai Phú), Bình Phú, Phú Nhuận Đông (hợp nhất Phú Hưng, Phú Nhuận và Phú Thuận Đông), Thạnh Phú (hợp nhất Mỹ Thạnh và Mỹ Phú Đông).                                                        |
| Cái Bè                                 | - Phong Hòa có 8 làng: Hội Cư (hợp nhất An Cư và Mỹ Hội), Đông Hòa Hiệp (hợp nhất An Bình Đông, Phú Hòa và An Hiệp), Mỹ Đức Đông, Mỹ Đức Tây, Mỹ Thiện, Hậu Mỹ, Hậu Thành, Hòa Khánh - Phong Phú có 8 làng: An Thái Đông, An Thái Trung, Mỹ Lương, Hòa Lộc, Hưng Thuận (hợp nhất Mỹ Hưng và Mỹ Thuận), An Hữu, Thanh Hưng, Mỹ Lợi |
| Chợ Gạo                                | - Hòa Hảo có 7 làng: Hòa Định (hợp nhất Hòa Thạnh và An Định), Bình Ninh (hợp nhất Hòa Bình và Hòa Ninh), An Thạnh Thủy (hợp nhất Hòa An, Mỹ Thạnh và Bình Thủy), Bình Phan, Tân Thuận Bình (hợp nhất Tân Hòa, Thuận Hòa và Bình Phục Đông), Quơn Long (hợp nhất Bình Quơn và Bình Long), Bình Phục Nhứt (hợp nhất Bình Phục Tây và Bình Trị) - Thạnh Phong có 6 làng: Xuân Đông (hợp nhất Tân Xuân, Tân Tĩnh và Tân Tĩnh Đông), Song Bình (hợp nhất Bình Thạnh và Bình Hài), Long Bình Điền (hợp nhất Long Hựu, Bình Hạnh và Điền Trang), Đăng Hưng Phước (hợp nhất Bình Đăng, Hưng Ngãi và Vĩnh Phước), Mỹ Phong, Tân Hội Mỹ (hợp nhất 4 làng: Phú Hội, Mỹ Chánh, Bình Phong và Phong Thuận) - Thạnh Quơn có 7 làng: Lương Hòa Lạc (hợp nhất Lương Phú, Long Hòa và An Lạc), Thanh Bình (hợp nhất Thanh Xuân và Bình Dương), Phú Kiết, Mỹ Tịnh An (hợp nhất Mỹ Trung, Tịnh Hà và An Khương), Tân Bình Thạnh (hợp nhất Nhựt Tân, Bình Cách và Song Thạnh), Hòa Tịnh (hợp nhất Hòa Mỹ và Tịnh Giang), Trung Hòa                                                        |
| An Hóa                                 | - Hòa Quới có 15 làng: Phú Đức, Phú Túc, An Khánh (hợp nhất An Hồ và Phước Khánh), Phú An Hòa (hợp nhất Phú Ngãi và Phú Nhơn), Phước Thạnh (hợp nhất Phước Thiện, Phước Định và Phú Thạnh), An Phước (hợp nhất An Hóa và Phước Hậu), Tân Thạch, Quới Sơn, Giao Long, Giao Hòa, Long Thạnh (hợp nhất Long Phụng và Nguyệt Thạnh), Phú Thuận, Châu Hưng (sáp nhập Tân Hưng và Châu Hưng), Vang Quới, Thới Vinh (hợp nhất Thới Lai và Phú Vang - Hòa Thinh có 7 làng: Lộc Thuận, Tân Phú Trung (hợp nhất Tân Định, Phú Long và Bình Trung), Bình Đại, Thanh Tân (hợp nhất Thanh Lộc và Lộc Tân), Phước Thuận, Thới Thuận, Thừa Đức (sáp nhập Thọ Phú vào Thừa Đức) |

### Giai đoạn 1945–1956
Sau Cách mạng tháng Tám 1945, Ủy ban Kháng chiến Hành chánh Nam bộ chủ trương bỏ cấp tổng, bỏ đơn vị làng, thống nhất gọi là xã, đồng thời bỏ danh xưng quận, gọi thay thế bằng huyện.
Năm 1948, chính quyền kháng chiến đưa quận An Hóa giao về tỉnh Bến Tre cho tiện quản lý. Chính quyền Việt Nam Cộng hòa đến năm 1956 cũng thống nhất dùng danh xưng là xã, tuy nhiên vẫn gọi là quận cho đến năm 1975.
Năm 1951, Ủy ban Kháng chiến Hành chánh Nam bộ ban Quyết định về việc sáp nhập 3 tỉnh: Mỹ Tho, Tân An, Gò Công thành một tỉnh có tên là tỉnh Mỹ Tho.
Sau năm 1954, lại trả về 3 tỉnh như cũ.

### Giai đoạn 1956–1976
Ban đầu, chính quyền Quốc gia Việt Nam và sau đó là Việt Nam Cộng hòa vẫn duy trì tên gọi tỉnh Mỹ Tho như thời Pháp thuộc.
Ngày 17 tháng 2 năm 1956, chính quyền Việt Nam Cộng hòa sáp nhập phần đất vốn thuộc tỉnh Mỹ Tho ở phía tây kênh số 4 tới vàm kênh Tổng đốc Lộc và kênh Tổng đốc Lộc tới Mỹ Hiệp vào địa phận tỉnh Phong Thạnh mới được thành lập (cuối năm 1956 lại đổi tên thành tỉnh Kiến Phong, ngày nay thuộc tỉnh Đồng Tháp). Phần đất này bao gồm làng Mỹ An (thuộc tổng Phong Phú) và một phần làng Mỹ Trung (thuộc tổng Phong Hòa) cùng thuộc quận Cái Bè trước đó.
Ngày 28 tháng 6 năm 1956, chính quyền Việt Nam Cộng hòa quyết định đổi tên quận An Hóa thành quận Bình Đại, đồng thời tách quận Bình Đại ra khỏi tỉnh Mỹ Tho để nhập về tỉnh Bến Tre như phía chính quyền Việt Minh đã làm trước đây.
Ngày 21 tháng 7 năm 1956, chính quyền Việt Nam Cộng hòa tái lập quận Bến Tranh thuộc tỉnh Mỹ Tho.
Ngày 22 tháng 10 năm 1956, Tổng thống Việt Nam Cộng hòa Ngô Đình Diệm ban hành Sắc lệnh số 143-NV về việc thành lập tỉnh Định Tường trên cơ sở tỉnh Mỹ Tho và tỉnh Gò Công cũ.
Tuy nhiên chính quyền Mặt trận dân tộc giải phóng miền Nam Việt Nam (sau này là Chính phủ Cách mạng lâm thời Cộng hòa Miền Nam Việt Nam) và Việt Nam Dân chủ Cộng hòa không công nhận tên gọi tỉnh Định Tường mà vẫn giữ tên tỉnh cũ là tỉnh Mỹ Tho.
Năm 1957, chính quyền Cách mạng do Việt Nam Dân chủ Cộng hòa hậu thuẫn nhập 2 tỉnh Gò Công và Mỹ Tho làm một đơn vị và gọi là tỉnh Mỹ Tho, bao gồm thị xã Mỹ Tho và các huyện: Cái Bè, Cai Lậy, Châu Thành, Chợ Gạo, Gò Công.
Năm 1958, theo sự phân chia của chính quyền Mặt trận Dân tộc Giải phóng miền Nam Việt Nam, tỉnh Mỹ Tho gồm thị xã Mỹ Tho và 5 huyện:
- Thị xã Mỹ Tho có 6 xã: Điều Hòa, Đạo Thạnh, Trung An, Tân Long, Mỹ Phong, Tân Mỹ Chánh.
- Huyện Châu Thành có 29 xã: Hưng Thạnh, Mỹ Phước, Phú Mỹ, Tân Lập, Tân Hòa Thành, Phú Phong, Kim Sơn, Song Thuận, Bàn Long, Vĩnh Kim, Bình Trưng, Hữu Đạo, Đông Hòa, Long Hưng, Dưỡng Điềm, Điềm Hy, Nhị Bình, Long Định, Tam Hiệp, Phước Thạnh, Thạnh Phú, Bình Đức, Thân Cửu Nghĩa, Tân Lý Tây, Tân Lý Đông, Tân Hội Đông, Tân Hương, Long An, Tân Hiệp.
- Huyện Cai Lậy có 25 xã: Ngũ Hiệp, Tam Bình, Long Trung, Hội Sơn, Xuân Sơn, Hiệp Đức, Long Tiên, Mỹ Long, Phú Quý, Long Khánh, Cẩm Sơn, Phú An, Nhị Quý, Nhị Mỹ, Thanh Hòa, Bình Phú, Phú Nhuận, Tân Bình, Tân Hội, Tân Phú, Mỹ Hạnh Trung, Mỹ Hạnh Đông, Mỹ Phước Tây, Thạnh Phú, Mỹ Thành.
- Huyện Cái Bè có 17 xã: Đông Hòa Hiệp, Hậu Mỹ, Hậu Thành, Hòa Khánh, Hội Cư, Mỹ Thiện, An Hữu, Hưng Thuận, Thanh Hưng, An Thái Trung, Hòa Lộc, An Thái Đông, Mỹ Đức Đông, Mỹ Đức Tây, Mỹ Lợi, Mỹ Lương, Mỹ Trung.
- Huyện Chợ Gạo có 18 xã: Trung Hòa, Hòa Tịnh, Mỹ Tịnh An, Tân Bình Thạnh, Phú Kiết, Lương Hoà Lạc, Thanh Bình, Quơn Long, Bình Phục Nhứt, Tân Thuận Bình, Đăng Hưng Phước, Song Bình, Long Bình Điền, Bình Phan, An Thạnh Thủy, Xuân Đông, Hòa Định, Bình Ninh.
- Huyện Gò Công có 31 xã: Bình Long, Bình Long Đông, Long Hựu, Phú Thạnh Đông, Tân Thới, Bình Phú Đông, Bình Phục Nhì, Đồng Sơn, Thạnh Nhựt, Thạnh Trị, Vĩnh Bình, Vĩnh Hựu, Vĩnh Viễn, An Hòa, Bình Tân, Bình Ân, Long Thuận, Phước Trung, Tăng Hòa, Tân Bình Điền, Tân Thành, Yên Luông, Bình Thạnh Đông, Bình Xuân, Gia Thuận, Kiểng Phước, Tân Niên Đông, Tân Niên Tây, Tân Niên Trung, Tân Phước, Thành Công.

Trong giai đoạn 1964–1968, địa bàn tỉnh Gò Công của chính quyền Việt Nam Cộng hòa vẫn do huyện Gò Công thuộc tỉnh Mỹ Tho của chính quyền Cách mạng quản lý.
Ngày 24 tháng 8 năm 1967, Trung ương cục Miền Nam đã chuẩn y tách thị xã Mỹ Tho ra khỏi tỉnh Mỹ Tho, đồng thời nâng thị xã lên thành phố Mỹ Tho trực thuộc khu 8, là một đơn vị hành chính ngang bằng với tỉnh Mỹ Tho. Như vậy cho đến năm 1976, tỉnh Mỹ Tho, tỉnh Gò Công và thành phố Mỹ Tho là 3 đơn vị hành chính cấp tỉnh ngang bằng nhau.
Tháng 8 năm 1968, huyện Gò Công lại được chính quyền Mặt trận dân tộc giải phóng miền Nam Việt Nam tách khỏi tỉnh Mỹ Tho để lập lại tỉnh Gò Công.
Năm 1969, chính quyền Cách mạng chia huyện Châu Thành thành hai huyện là Châu Thành Bắc và Châu Thành Nam cùng thuộc tỉnh Mỹ Tho.
Năm 1971, theo sự phân chia của Chính phủ Cách mạng lâm thời Cộng hòa miền Nam Việt Nam (tiền thân là Mặt trận Dân tộc Giải phóng miền Nam Việt Nam), tỉnh Mỹ Tho chia huyện Cai Lậy thành hai huyện là Cai Lậy Bắc và Cai Lậy Nam.
- Huyện Châu Thành Bắc có 16 xã: Tân Hội Đông, Tân Lý Tây, Tân Lý Đông, Tân Hương, Tân Hiệp, Thân Cửu Nghĩa, Tân Hòa Thành, Tân Lập, Phú Mỹ, Long An, Tam Hiệp, Hưng Thạnh, Mỹ Phước, Nhị Bình, Long Định, Điềm Hy.
- Huyện Châu Thành Nam có 14 xã: Bình Đức, Phước Thạnh, Thạnh Phú, Thới Sơn, Dưỡng Điềm, Hữu Đạo, Bình Trưng, Bàn Long, Phú Phong, Đông Hòa, Vĩnh Kim, Kim Sơn, Long Hưng, Song Thuận.
- Huyện Cai Lậy Bắc có thị trấn Cai Lậy và 14 xã: Mỹ Thành Bắc, Mỹ Thành Nam, Bình Phú, Phú Nhuận, Thạnh Phú, Thạnh Hòa, Nhị Mỹ, Nhị Quý, Tân Hội, Tân Phú Đông, Tân Bình, Mỹ Hạnh Đông, Mỹ Hạnh Trung, Mỹ Phước Tây.
- Huyện Cai Lậy Nam có 13 xã: Phú Quý, Long Khánh, Cẩm Sơn, Phú An, Mỹ Long, Long Tiên, Hiệp Đức, Long Trung, Hội Sơn, Xuân Sơn, Tân Phong, Tam Bình, Ngũ Hiệp.
- Huyện Cái Bè có thị trấn Cái Bè và 17 xã: Hậu Mỹ Bắc, Hậu Mỹ Nam, Mỹ Trung, Mỹ Lợi, Mỹ Đức Đông, Mỹ Đức Tây, Thanh Hưng, An Thái Trung, An Thái Đông, An Hữu, Hoà Hưng, Mỹ Lương, Mỹ Thiện, Hòa Khánh, Đông Hoà Hiệp, Hậu Thành, Hội Cư.
- Huyện Chợ Gạo có thị trấn Chợ Gạo và 18 xã: Trung Hòa, Hòa Tịnh, Mỹ Tịnh An, Tân Bình Thạnh, Phú Kiết, Lương Hòa Lạc, Thanh Bình, Quơn Long, Bình Phục Nhứt, Tân Thuận Bình, Đăng Hưng Phước, Song Bình, Long Bình Điền, Bình Phan, An Thạnh Thủy, Xuân Đông, Hoà Định, Bình Ninh.

Năm 1975, các huyện Châu Thành Bắc, Châu Thành Nam, Cai Lậy Bắc và Cai Lậy Nam đều bị giải thể, sáp nhập trở lại thành các huyện Châu Thành và huyện Cai Lậy như trước đó.
Sau ngày 30 tháng 4 năm 1975, chính quyền quân quản Cộng hòa miền Nam Việt Nam lúc bấy giờ vẫn duy trì ba đơn vị hành chính cấp tỉnh ngang bằng nhau là tỉnh Mỹ Tho, tỉnh Gò Công và thành phố Mỹ Tho cho đến đầu năm 1976. Lúc này, chính quyền Cách mạng cũng bỏ danh xưng "quận" có từ thời Pháp thuộc và lấy danh xưng "huyện" (quận và phường dành cho các đơn vị hành chánh tương đương khi đã đô thị hóa). Bên cạnh đó, chính quyền Cách mạng cũng tách một phần đất đai thuộc tỉnh Kiến Tường để sáp nhập vào địa bàn tỉnh Mỹ Tho lúc bấy giờ.
Ngày 20 tháng 9 năm 1975, Bộ Chính trị ban hành Nghị quyết số 245-NQ/TW về việc hợp nhất tỉnh Long An, tỉnh Bến Tre, tỉnh Mỹ Tho, tỉnh tỉnh Gò Công và thành phố Mỹ Tho sẽ hợp nhất lại thành một tỉnh, tên gọi tỉnh mới cùng với nơi đặt tỉnh lỵ sẽ do địa phương đề nghị lên.
Ngày 20 tháng 12 năm 1975, Bộ Chính trị ban hành Nghị quyết số 19/NQ về việc hợp nhất tỉnh Mỹ Tho, tỉnh Gò Công và thành phố Mỹ Tho được tiến hành hợp nhất lại thành một tỉnh.

### Sau năm 1976
Ngày 24 tháng 2 năm 1976, Chính phủ Cách mạng lâm thời Cộng hòa miền Nam Việt Nam ban hành Nghị định số 3/NQ/1976 về việc:
- Hợp nhất tỉnh Gò Công, tỉnh Mỹ Tho và thành phố Mỹ Tho thành một tỉnh mới, lấy tên là tỉnh Tiền Giang (trừ huyện Bình Đại nằm phía nam sông Tiền Giang đã nhập vào tỉnh Bến Tre từ trước).
- Tỉnh Tiền Giang khi đó gồm thành phố Mỹ Tho, thị xã Gò Công và 5 huyện: Cái Bè, Cai Lậy, Châu Thành, Chợ Gạo, Gò Công.
- Tỉnh lỵ là thành phố Mỹ Tho, đơn vị hành chính cấp huyện trực thuộc tỉnh Tiền Giang.

Địa bàn tỉnh Mỹ Tho cũ hiện nay tương ứng với thành phố Mỹ Tho, thị xã Cai Lậy và các huyện: Cái Bè, Cai Lậy, Châu Thành, Chợ Gạo, Tân Phước cùng thuộc tỉnh Tiền Giang. Tuy nhiên, cũng có thời kỳ toàn bộ diện tích tỉnh Tiền Giang ngày nay đều thuộc tỉnh Mỹ Tho, bao gồm cả vùng Gò Công (tương đương thành phố Gò Công và các huyện Gò Công Đông, Gò Công Tây, Tân Phú Đông).
Hiện nay, địa danh "Mỹ Tho" chỉ còn được dùng để chỉ thành phố Mỹ Tho, đơn vị hành chính cấp huyện trực thuộc tỉnh Tiền Giang và là tỉnh lỵ của tỉnh Tiền Giang.